# Dorsum Buckland
Dorsum Buckland – grzbiet na powierzchni Księżyca  o długości około 380 km. Znajduje się na współrzędnych selenograficznych ☾ 20,4°N 12,8°W/20,400000 -12,800000. Dorsum Buckland znajduje się na Mare Serenitatis. Grzbiety Dorsum Buckland mają od 200 do 300 metrów wysokości i są podkreślone przez kompresję w pobliżu centrum basenu oraz obniżonych jego struktur.
Nazwa grzbietu została nadana w 1976 roku przez Międzynarodową Unię Astronomiczną i pochodzi od Williama Bucklanda (1784-1856), angielskiego geologa i paleontologa.